# Hrabstwo Franklin (Maine)
Hrabstwo Franklin (ang. Franklin County) – hrabstwo w stanie Maine w Stanach Zjednoczonych. Zostało założone w 1838 roku.

## Geografia
Obszar całkowity hrabstwa obejmuje powierzchnię 1744,31 mil² (4517,74 km²). Według szacunków United States Census Bureau w roku 2009 miało 29 735 mieszkańców. Jego siedzibą administracyjną jest Farmington.

### Miasta
- Avon
- Carrabassett Valley
- Carthage
- Chesterville
- Eustis
- Farmington
- Industry
- Jay
- Kingfield
- New Sharon
- New Vineyard
- Phillips
- Rangeley
- Strong
- Temple
- Weld
- Wilton

### CDP
- Chisholm
- Farmington
- Wilton